# Сајдон (Мисисипи)
Сајдон (енгл. Sidon) град је у америчкој савезној држави Мисисипи.

## Демографија
По попису из 2010. године број становника је 509, што је 163 (-24,3%) становника мање него 2000. године.
| Група             | 2000.       | 2010.       |
| Белци             | 98 (14,6%)  | 26 (5,1%)   |
| Афроамериканци    | 560 (83,3%) | 480 (94,3%) |
| Азијати           | 6 (0,9%)    | 1 (0,2%)    |
| Хиспаноамериканци | 4 (0,6%)    | 4 (0,8%)    |
| Укупно            | 672         | 509         |